# Rafah
Rafah (în arabă رفح) este un oraș palestinian din sudul Fâșiei Gaza. Este capitala districtului guvernoratului Rafah, situat la 30 km sud-vest de orașul Gaza. Rafah a avut o populație de 171.889 de locuitori în 2017. 
Când Israelul s-a retras din Sinai în 1982, Rafah a fost împărțit în două, o parte în Gaza și o parte egipteană, separând familii prin bariere de sârmă ghimpată. Centrul orașului a fost distrus de Israel și Egipt pentru a crea o zonă tampon mare.
Aici se află punctul de trecere a frontierei Rafah, singurul punct de trecere dintre Egipt și statul Palestina. Singurul aeroport din Gaza, Aeroportul Internațional Yasser Arafat, era situat chiar la sud de oraș. Aeroportul a funcționat din 1998 până în 2001, când a fost bombardat și nivelat cu buldozerul de armata israeliană (IDF) după uciderea unor soldați israelieni de către membri Hamas.

## Etimologie
De-a lungul timpului a fost cunoscut sub numele de Rpwḥw de către egiptenii antici, 𒊏𒉿𒄭 Rapiḫi sau 𒊏𒉿𒄷 Rapiḫu de către asirieni, Ῥαφία Rhaphía de greci, „Raphia” de romani, רפיח „Rafiaḥ” de israeliți, „Rafh” de califatul arab. Transliterarea numelui ebraic, „Rafiah”, este folosită în limba engleză modernă alături de „Rafah”. 

## Dezvoltare

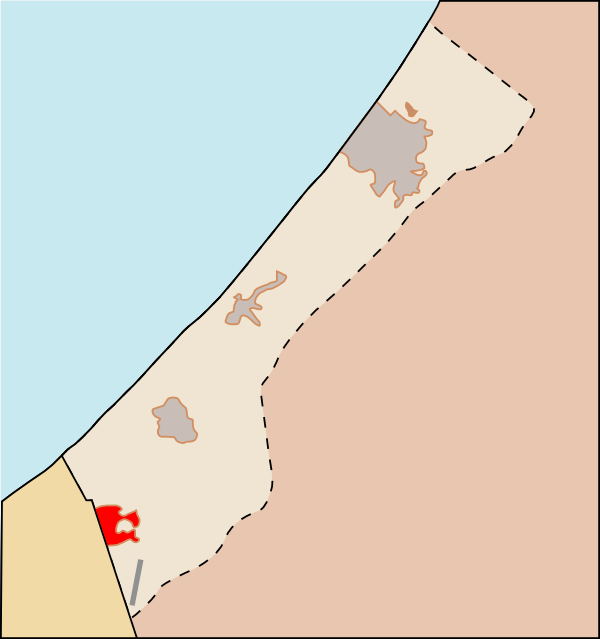
Rafah în Fâșia Gaza

Acordul otomano-britanic din 1 octombrie 1906 a stabilit o graniță între Palestina condusă de otomani și Egiptul condus de britanici, de la Taba la Rafah. După Primul Război Mondial, Palestina a fost, de asemenea, sub control britanic, dar granița dintre Egipt și Palestina a fost menținută pentru a controla mișcarea beduinilor locali. De la mijlocul anilor 1930, britanicii au sporit controlul graniței, iar Rafah a evoluat ca un mic oraș de graniță, care a funcționat ca un centru comercial și de servicii pentru populația beduină semi-așezată. În timpul celui de-al doilea război mondial a devenit o bază britanică importantă.
În urma Acordului de armistițiu din 24 februarie 1949, Rafah aajuns în Gaza ocupată de Egipt și, în consecință, o graniță între Gaza și Egipt nu mai exista. Rafah se putea dezvolta fără să se ia în considerare vechea graniță internațională din 1906. Dar, după Războiul de șase zile din 1967, Israelul a cucerit Peninsula Sinai și Fâșia Gaza din Egipt și tot orașul se află acum sub ocupație israeliană.
În 1979, Israelul și Egiptul au semnat un tratat de pace care a readus Peninsula Sinai, care se învecinează cu Fâșia Gaza, sub controlul egiptean. În Tratatul de pace, granița re-creată dintre Gaza și Egipt a fost trasată prin orașul Rafah. Rafah a fost împărțit într-o parte egipteană și una palestiniană, împărțind familii, separate prin bariere de sârmă ghimpată. Familiile au fost separate, proprietățile au fost împărțite și multe case și livezi au fost tăiate și distruse de noua graniță, nivelate cu buldozerele, din motive presupuse de securitate. Rafah a devenit unul dintre cele trei puncte de graniță dintre Egipt și Israel.

## Demografie
În 1922, populația lui Rafah era de 599, care a crescut la 1.423 în 1931, și a crescut în continuare la 2.220 în 1945. În 1982, populația totală a fost de aproximativ 10.800 de locuitori. 
La recensământul Biroului Central Palestinian de Statistică (PCBS) din 1997, Rafah și tabăra adiacentă aveau o populație combinată de 91.181 de locuitori, tabăra de refugiați Tall as-Sultan a fost listată cu încă 17.141. Refugiații reprezentau 80,3% din întreaga populație.  La recensământul din 1997, distribuția de gen din Rafah (împreună cu tabăra de refugiați Rafah) era de 50,5% bărbați și 49,5% femei.
În estimarea PCBS din 2006, orașul Rafah avea o populație de 71.003,  tabăra Rafah și Tall as-Sultan formează localități separate în scopuri de recensământ, având populații de 59.983 și, respectiv, 24.418. 

## Arheologie
Antioh al III-lea dorind să facă pace cu Ptolemeu al V-lea, a făcut-o pe fiica sa Cleopatra I Sira⁠(d) să se căsătorească cu Ptolemeu al V-lea. Căsătoria lor a avut loc în 193 î.Hr. la Raphia.

## Istorie

Rafah este în partea de jos a hărții

### Epoca bronzului
Rafah are o istorie de mii de ani. A fost consemnată pentru prima dată într-o inscripție a faraonului egiptean Seti I, din 1303 î.Hr. ca Rph, și ca prima oprire a campaniei faraonului Shoshenq I către Levant în 925 î.Hr. În 720 î.Hr., a fost locul victoriei regelui asirian Sargon al II-lea asupra egiptenilor.

### Epoca elenistică și romană
În 217 î.Hr. Bătălia de la Rafia a fost purtată între învingătorul Ptolemeu al IV-lea și Antioh al III-lea. Se spune că este una dintre cele mai mari bătălii purtate vreodată în Levant, cu peste o sută de mii de soldați și sute de elefanți.
Orașul a fost cucerit de Alexandru Ianai și deținut de hasmonei până când a fost reconstruit în timpul lui Pompei și Gabinius⁠(d); acesta din urmă pare să fi restaurat orașului din 57 î.Hr. Rafah este menționat în Strabon (16, 2, 31), Itinerarul Antonin și este reprezentat pe Harta Madaba.

### Era bizantină
În perioada bizantină, a fost o dieceză  și acolo s-au găsit ceramică și monede bizantine.
A fost reprezentat la Sinodul de la Efes din 431 d.Hr. de Episcopul Romanus, astăzi a rămas un scaun titular al Bisericii Romano-Catolice, dar există o mică prezență greco-ortodoxă.

### Perioadele timpurii musulmane până la mameluci
Rafah a fost unul dintre orașele cucerite de armata califatului Rașidun sub comanda generalului 'Amr ibn al-'As⁠(d) în 635 d.Hr. și, ulterior, a fost un important oraș comercial în timpul perioadei musulmane timpurii.
Sub omeiazi și abbazizi, Rafah a fost granița cea mai sudică a districtului militar Filistian („Districtul Palestinei”, جُنْد فِلَسْطِيْن). Potrivit geografului arab Al-Ya'qubi⁠(d), era ultimul oraș din provincia Siria și de pe drumul de la Ramla la Egipt.
O comunitate evreiască s-a stabilit în oraș în secolele al IX-lea și al X-lea și din nou în secolul al XII-lea, deși în secolul al XI-lea a suferit un declin și în 1080 au migrat în Așkelon. O comunitate samariteană a locuit acolo în această perioadă. La fel ca majoritatea orașelor din sudul Palestinei, vechiul Rafah avea un loc de sosire pe coastă (acum Tell Rafah), în timp ce orașul principal era spre interior.
În 1226, geograful arab Yaqut al-Hamawi scrie despre importanța anterioară a lui Rafah în perioada arabă timpurie, spunând că „în vechime era un oraș înfloritor, cu o piață, o moschee și pensiuni”. Cu toate acestea, el continuă spunând că în starea sa actuală, Rafah era în ruine, ca o stație poștală Ayyubidă pe drumul către Egipt, după Deir al-Balah⁠(d) din apropiere.

### Perioada otomană și egipteană
Rafah a apărut în registrele fiscale otomane din 1596 ca fiind în Nahia Gaza din Liwa Gazza⁠(d) (Sangeacul Gazza). Avea o populație de 15 gospodării, toate musulmane, care plăteau impozite pe grâu, orz, culturi de vară, venituri ocazionale, capre și/sau stupi de albine.
În 1799, Armata Revoluționară Franceză, comandată de Napoleon Bonaparte, a trecut prin Rafah în timpul invaziei Egiptului și Siriei.
Rafah era granița dintre provinciile Egipt și Siria. În 1832, zona a intrat sub ocupația egipteană a lui Muhammad Ali, care a durat până în 1840.
Exploratorul francez Victor Guérin⁠(d), care a vizitat orașul în mai 1863, a remarcat doi stâlpi de granit pe care localnicii i-au numit Bab el Medinet, adică „Poarta orașului”.  În 1881, arhiducele Ludwig Salvator al Austriei scria: „Fragmente de stâlpi de granit cenușiu, încă în picioare, sunt aici pentru a fi întâlnite dinspre drum, câmpuri și nisip, și am văzut unul întins pe pământ pe jumătate îngropat... Stâlpii sunt rămășițele unui templu antic, Raphia, și au o importanță deosebită în ochii arabilor, care îi numesc Rafah, deoarece marchează granița dintre Egipt și Siria”. 

### Primul Război Mondial și Mandatul Britanic
În 1917, armata britanică a capturat Rafah și l-a folosit ca bază pentru atacul lor asupra Gaza. Prezența bazelor armatei a fost o atracție economică care a adus oamenii înapoi în oraș.
La recensământul din 1922 al Palestinei efectuat de autoritățile mandatului britanic, Rafah avea o populație de 599 de locuitori, toți musulmani, crescând la recensământul din 1931 la 1.423, toți musulmani, așeați în 228 de case.

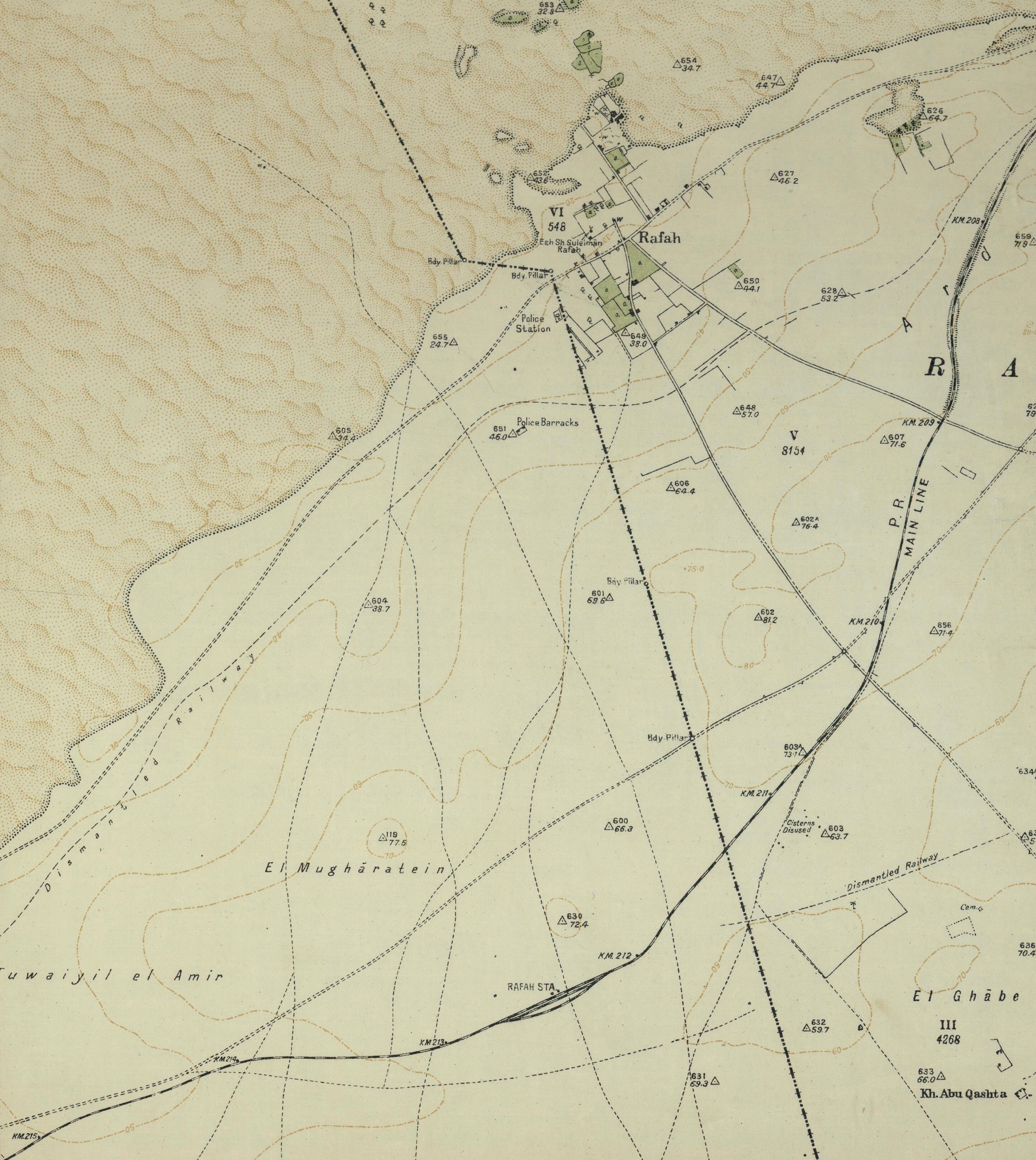
Rafah în 1931 1:20.000

În statisticile din 1945, Rafah avea o populație de 2.220 de locuitori, toți musulmani, cu 40.579 dunami de pământ, conform unui studiu oficial asupra terenurilor și populației.  Dintre acestea, 275 de dunami erau plantații și teren irigabil, 24.173 erau folosiți pentru cereale, în timp ce 16.131 de dunami erau terenuri necultivabile. 

### 1948–1967

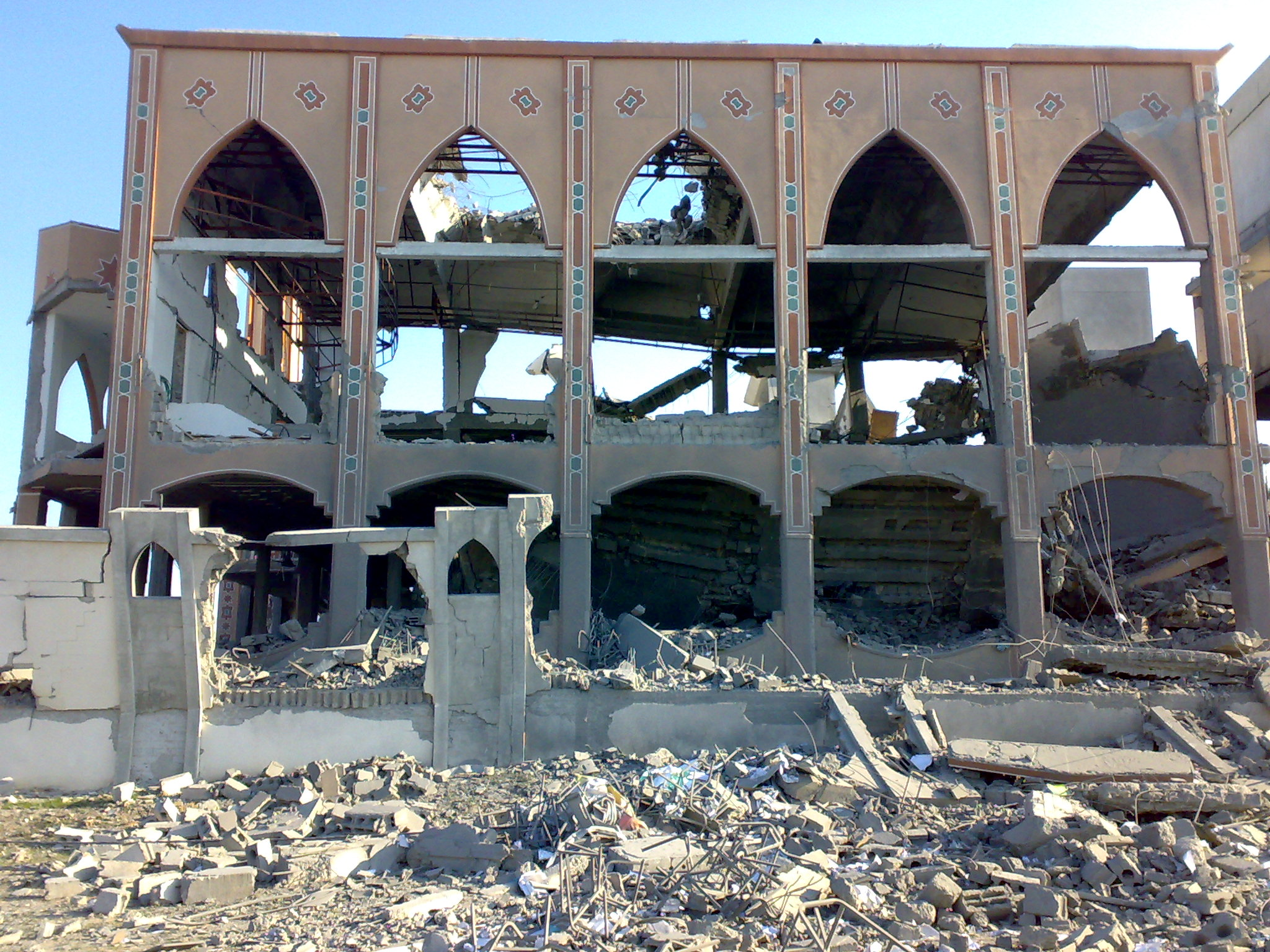
Moscheea din Rafah, distrusă în timpul războiului din Gaza (2008–2009)

După războiul arabo-israelian din 1948, Egiptul a guvernat zona (vezi Protectoratul palestinian) și au fost înființate tabere de refugiați. În războiul din 1956 care a implicat Israelul, Marea Britanie, Franța și Egiptul, 111 persoane, inclusiv 103 refugiați, au fost ucise de armata israeliană (IDF) în tabăra de refugiați palestinieni de la Rafah, în timpul masacrului de la Rafah. Organizația Națiunilor Unite nu a putut determina circumstanțele în care au apărut aceste decese.
În timpul Războiului de Șase Zile din 1967, Forțele de Apărare ale Israelului (IDF) au capturat Rafah cu Peninsula Sinai și Fâșia Gaza, populația era de aproximativ 55.000, dintre care doar 11.000 locuiau chiar în Rafah.
Vineri, 9 iunie 1967, armata israeliană a nivelat cu buldozerul și a aruncat în aer 144 de case în tabăra de refugiați Rafah, ucigând 23 de locuitori.

### După 1967
În vara anului 1971, IDF, sub comanda generalului Ariel Sharon (pe atunci șeful comandamentului sudic al IDF), a distrus aproximativ 500 de case în taberele de refugiați din Rafah pentru a crea drumuri de patrulare pentru forțele israeliene. Aceste demolări au strămutat aproape 4.000 de oameni.  Israelul a înființat proiectele de locuințe în Brazil și Canada pentru a găzdui palestinienii strămutați și pentru a oferi condiții mai bune în speranța integrării refugiaților în populația generală și în standardul său de viață;  Brazil se află imediat la sud de Rafah, în timp ce Canada se afla chiar peste granița din Sinai. Ambele tabere au fost numite așa deoarece trupe ONU de menținere a păcii din țările respective (Brazilia și Canada) au avut cazărmi în acele locuri. După ce Acordurile de la Camp David din 1978 au mandatat repatrierea refugiaților din proiectul Canada în Fâșia Gaza, proiectul Tel al-Sultan, la nord-vest de Rafah, a fost construit pentru a-i găzdui. 
În primele luni ale Primei Intifade, la 25 aprilie 1989, Khaled Musa Armilat, rezident din Rafah, în vârstă de 22 de ani, a fost împușcat mortal de soldații israelieni în Khan Yunis. Într-o scrisoare către un membru al Knessetului, martie 1990, ministrul apărării, Ițhak Rabin, a declarat că fratele mortului a fost interogat și a declarat că a fost ucis de poliția de frontieră, dar patru luni mai târziu a dat vina pe armată. Rabin a adăugat că problema este investigată de poliția israeliană. La trei săptămâni și jumătate după uciderea lui Armilat, la 19 mai, cinci civili, inclusiv o femeie de 50 de ani și un băiat de 13 ani, au fost uciși în Rafah de soldații israelieni folosind gloanțe de plastic. Două dintre celelalte 12 victime au murit ulterior din cauza rănilor.
În septembrie 2005, Israelul s-a retras din Fâșia Gaza, dar Rafah a rămas divizat, o parte din el pe partea egipteană a graniței sub stăpânire egipteană. S-a susținut că pentru a face față împărțirii orașului, contrabandiștii au făcut tuneluri sub graniță, care leagă cele două părți și permițând introducerea ilegală de bunuri și persoane. 

## Trecerea frontierei Rafah

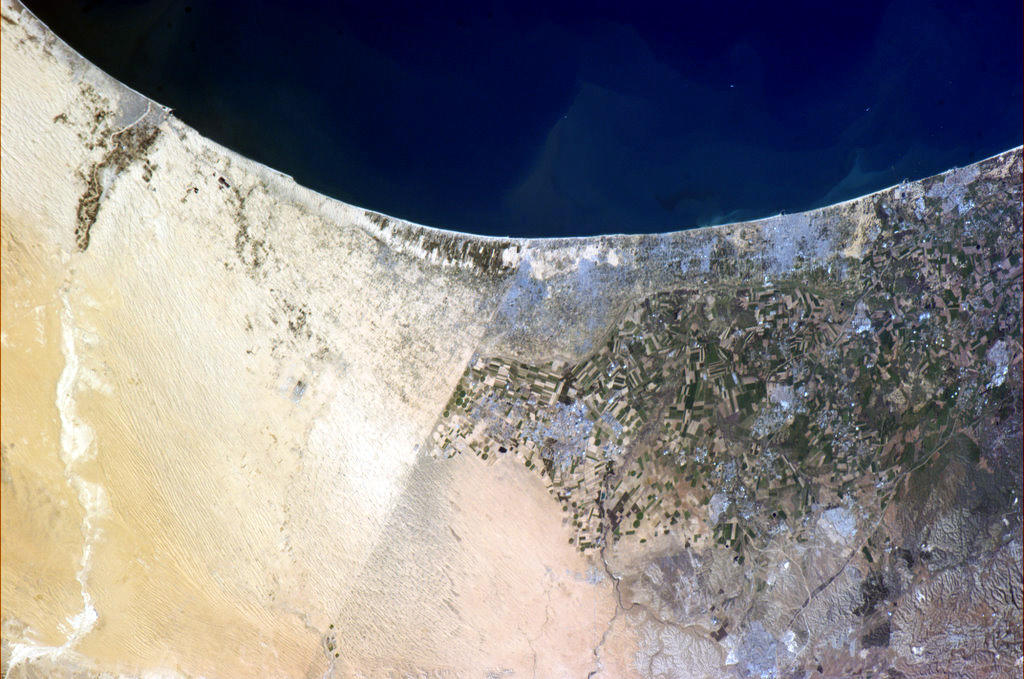
Orașul Rafah, împărțit de graniță într-o parte egipteană și o parte din Gaza, este situat în centrul imaginii.

Aici se află locul de trecere a frontierei Rafah, singura trecere dintre Fâșia Gaza și Egipt. Operat anterior de forțele militare israeliene, controlul trecerii a fost transferat către Autoritatea Palestiniană în septembrie 2005, ca parte a retragerii mai mari a Israelului din Fâșia Gaza. O comisie a Uniunii Europene a început să monitorizeze trecerea în noiembrie 2005, pe fondul preocupărilor de securitate israeliene, iar în aprilie 2006, Garda Prezidențială a președintelui Autorității Palestiniene Mahmoud Abbas și-a asumat responsabilitatea pentru amplasament pe partea Autorității Palestiniene. Pe partea egipteană, responsabilitatea este asumată de cei 750 de grăniceri permiși printr-un acord al Egiptului cu Israelul. Acordul a fost semnat în noiembrie 2005, forțat de presiunea SUA, și precizează că se află sub cerințele de securitate cerute de Israel.

## Climat
Sistemul de clasificare a climei Köppen-Geiger clasifică clima ca semi-aridă caldă (BSh).
| Date climatice pentru Rafiah, Fâșia Gaza, Palestina | Date climatice pentru Rafiah, Fâșia Gaza, Palestina | Date climatice pentru Rafiah, Fâșia Gaza, Palestina | Date climatice pentru Rafiah, Fâșia Gaza, Palestina | Date climatice pentru Rafiah, Fâșia Gaza, Palestina | Date climatice pentru Rafiah, Fâșia Gaza, Palestina | Date climatice pentru Rafiah, Fâșia Gaza, Palestina | Date climatice pentru Rafiah, Fâșia Gaza, Palestina | Date climatice pentru Rafiah, Fâșia Gaza, Palestina | Date climatice pentru Rafiah, Fâșia Gaza, Palestina | Date climatice pentru Rafiah, Fâșia Gaza, Palestina | Date climatice pentru Rafiah, Fâșia Gaza, Palestina | Date climatice pentru Rafiah, Fâșia Gaza, Palestina | Date climatice pentru Rafiah, Fâșia Gaza, Palestina |
| Luna                                                | Ian                                                 | Feb                                                 | Mar                                                 | Apr                                                 | Mai                                                 | Iun                                                 | Iul                                                 | Aug                                                 | Sep                                                 | Oct                                                 | Nov                                                 | Dec                                                 | Anual                                               |
| --------------------------------------------------- | --------------------------------------------------- | --------------------------------------------------- | --------------------------------------------------- | --------------------------------------------------- | --------------------------------------------------- | --------------------------------------------------- | --------------------------------------------------- | --------------------------------------------------- | --------------------------------------------------- | --------------------------------------------------- | --------------------------------------------------- | --------------------------------------------------- | --------------------------------------------------- |
| Maxima medie °C (°F)                                | 17.4 (63,3)                                         | 18.1 (64,6)                                         | 20.5 (68,9)                                         | 23 (73)                                             | 25.8 (78,4)                                         | 28.3 (82,9)                                         | 29.6 (85,3)                                         | 30.5 (86,9)                                         | 29.1 (84,4)                                         | 27.6 (81,7)                                         | 23.8 (74,8)                                         | 19.4 (66,9)                                         | 24,43 (75,97)                                       |
| Media zilnică °C (°F)                               | 12.9 (55,2)                                         | 13.6 (56,5)                                         | 15.6 (60,1)                                         | 18.1 (64,6)                                         | 20.9 (69,6)                                         | 23.6 (74,5)                                         | 25.2 (77,4)                                         | 26 (79)                                             | 24.7 (76,5)                                         | 22.6 (72,7)                                         | 18.7 (65,7)                                         | 14.8 (58,6)                                         | 19,73 (67,51)                                       |
| Minima medie °C (°F)                                | 8.4 (47,1)                                          | 9.1 (48,4)                                          | 10.8 (51,4)                                         | 13.3 (55,9)                                         | 16.1 (61)                                           | 19 (66)                                             | 20.9 (69,6)                                         | 21.6 (70,9)                                         | 20.3 (68,5)                                         | 17.6 (63,7)                                         | 13.7 (56,7)                                         | 10.2 (50,4)                                         | 15,08 (59,15)                                       |
| Precipitații mm (inches)                            | 48 (1.89)                                           | 36 (1.42)                                           | 27 (1.06)                                           | 6 (0.24)                                            | 4 (0.16)                                            | 0 (0)                                               | 0 (0)                                               | 0 (0)                                               | 0 (0)                                               | 8 (0.31)                                            | 39 (1.54)                                           | 53 (2.09)                                           | 221 (8,7)                                           |
| Sursă: Climate-Data.org (altitude: 45m)             |                                                     |                                                     |                                                     |                                                     |                                                     |                                                     |                                                     |                                                     |                                                     |                                                     |                                                     |                                                     |                                                     |

| Date climatice pentru Rafah, Sinai, Egipt | Date climatice pentru Rafah, Sinai, Egipt | Date climatice pentru Rafah, Sinai, Egipt | Date climatice pentru Rafah, Sinai, Egipt | Date climatice pentru Rafah, Sinai, Egipt | Date climatice pentru Rafah, Sinai, Egipt | Date climatice pentru Rafah, Sinai, Egipt | Date climatice pentru Rafah, Sinai, Egipt | Date climatice pentru Rafah, Sinai, Egipt | Date climatice pentru Rafah, Sinai, Egipt | Date climatice pentru Rafah, Sinai, Egipt | Date climatice pentru Rafah, Sinai, Egipt | Date climatice pentru Rafah, Sinai, Egipt | Date climatice pentru Rafah, Sinai, Egipt |
| Luna                                      | Ian                                       | Feb                                       | Mar                                       | Apr                                       | Mai                                       | Iun                                       | Iul                                       | Aug                                       | Sep                                       | Oct                                       | Nov                                       | Dec                                       | Anual                                     |
| ----------------------------------------- | ----------------------------------------- | ----------------------------------------- | ----------------------------------------- | ----------------------------------------- | ----------------------------------------- | ----------------------------------------- | ----------------------------------------- | ----------------------------------------- | ----------------------------------------- | ----------------------------------------- | ----------------------------------------- | ----------------------------------------- | ----------------------------------------- |
| Maxima medie °C (°F)                      | 17.2 (63)                                 | 18 (64)                                   | 20.3 (68,5)                               | 22.9 (73,2)                               | 25.8 (78,4)                               | 28.2 (82,8)                               | 29.6 (85,3)                               | 30.5 (86,9)                               | 29 (84)                                   | 27.4 (81,3)                               | 23.7 (74,7)                               | 19.3 (66,7)                               | 24,33 (75,79)                             |
| Media zilnică °C (°F)                     | 12.7 (54,9)                               | 13.5 (56,3)                               | 15.4 (59,7)                               | 18 (64)                                   | 20.8 (69,4)                               | 23.5 (74,3)                               | 25.2 (77,4)                               | 25.9 (78,6)                               | 24.5 (76,1)                               | 22.4 (72,3)                               | 18.6 (65,5)                               | 14.7 (58,5)                               | 19,6 (67,28)                              |
| Minima medie °C (°F)                      | 8.2 (46,8)                                | 9 (48)                                    | 10.6 (51,1)                               | 13.2 (55,8)                               | 15.9 (60,6)                               | 18.8 (65,8)                               | 20.8 (69,4)                               | 21.4 (70,5)                               | 20 (68)                                   | 17.4 (63,3)                               | 13.5 (56,3)                               | 10.1 (50,2)                               | 14,91 (58,83)                             |
| Precipitații mm (inches)                  | 49 (1.93)                                 | 37 (1.46)                                 | 28 (1.1)                                  | 6 (0.24)                                  | 4 (0.16)                                  | 0 (0)                                     | 0 (0)                                     | 0 (0)                                     | 0 (0)                                     | 8 (0.31)                                  | 39 (1.54)                                 | 54 (2.13)                                 | 225 (8,86)                                |
| Sursă: Climate-Data.org (altitude: 78m)   |                                           |                                           |                                           |                                           |                                           |                                           |                                           |                                           |                                           |                                           |                                           |                                           |                                           |